# Portopalo di Capo Passero
Portopalo di Capo Passero település Olaszországban, Siracusa megyében. Lakosainak száma 3782 fő (2023. január 1.). Portopalo di Capo Passero Pachino községgel határos.

## Népesség
A település népességének változása:
| Lakosok száma | 3916 | 3932 | 3782 |
|               | 2017 | 2018 | 2023 |